# Iwan Nebesnyj
Iwan Wassyljowytsch Nebesnyj (ukrainisch Іван Васильович Небесний; * 15. Juli 1971 in Ternopil) ist ein ukrainischer Komponist und Musikproduzent.

## Leben
Iwan Nebesnyj absolvierte 1995 die Nationale Mykola-Lysenko-Musikakademie Lwiw (Kompositionsklasse bei Myroslaw Skoryk und Hennadij Ljaschenko). Während des Studiums bekam er die Möglichkeit im Experimentalstudio des SWR in Freiburg (Deutschland) zu arbeiten. Es gilt als eines der weltweit führenden Studios für elektronische und live-elektronische Musik. 1997 wählte der Verein KulturKontakt Austria mit Sitz in Wien ihn als Artist in Residence aus. Iwan Nebesnyj erhielt ein Stipendium für das Studium in der Internationalen Akademie für Neue Komposition und Audio Art in Schwaz in Tirol (Österreich). Hier studierte er Komposition bei Bogusław Schaeffer und elektronische Musik bei Marek Chołoniewski.
1996 gründete Iwan Nebesnyj das Ensemble für zeitgenössische Musik „Cluster“ (Lwiw, Ukraine), das Musik moderner Komponisten aus der Ukraine und dem Ausland aufführte. In den Jahren 2006–2011 war Iwan Nebesnyj Musikdirektor des „Kiew-Musikfestes“.
Als Musikproduzent arbeitet Iwan Nebesnyj aktiv mit einer Reihe von ukrainischen Pop- und Rock-Interpreten, mit den dramatischen Theatern in der Ukraine und ukrainischen Unternehmen, die sich auf musikalischer TV- und Filmproduktion spezialisieren.

## Ausgewählte Werke
Werke von Iwan Nebesnyj gelten als Postmodern. Unter ihnen:
- 2019–2020 – „Fuchs Mikita“ (ukrainisch Лис Микита) Oper in 2 Akten nach dem Poem von Iwan Franko (Uraufführung 2020 in der Nationaloper Lwiw);
- 2020 – „Himmlischer Schtschedryk“ (ukrainisch Небесний Щедрик) für Glockenspiel, gemischten Chor, Kinderchor, Sinfonieorchester und Soundtrack mit den Klängen von  Majdan Nesaleschnosti
- 2017 – „Megalopolis“, audiovisuelle Performance nach Gedichten von Volodymyr Oleyko für Orchester
- 2011–2012 – „Mechanical anatomy of Sound 2“, audiovisuelle Performance nach der Performance „Mechanical anatomy of Sound“ von Vlodko Kaufman für Klavier, präpariertes Klavier, Schauspieler, Kinderstimmen und Sinfonieorchester
- 2011–2012 – „Nur in Lemberg“, so etwas wie Kammeroper für 12 Schauspieler und Kammerensemble
- 2002–2003 – „Aus dem Leben der Insekten“ (nach dem Bühnenstück von Karel und Josef Čapek), Musikfresken im Kammeropernstil für sieben Sänger, Sinfonieorchester
- 1999 – „Bulba“, opernhafte Freiluftaufführung für Solosänger, Soloinstrumentalisten, Männerchor, Sinfonieorchester und Elektronik, nach der Erzählung von Nikolai Gogol (ukrainisch Мико́ла Го́голь)
- 1997 -„Wovon Zarathustra nicht sprach“ (ukrainisch Про що промовчав Заратустра) für Violine, Klavier, Schlagzeug und Tonband

## Auszeichnungen
- Lewko-Rewuzkyj-Preis (2002)[5]
- Mychajlo-Werykiwskyj-Preis (2011)[5]
- Theaterpreis «Kiewer Pektorale» (2011)[5]
- Borys-Ljatoschynskyj-Preis (2020)[6]